# Ja, ist denn heut’ schon Weihnachten
Ja, ist denn heut’ schon Weihnachten ist das dritte Musikalbum und das erste Weihnachts- und Winteralbum des deutschen Schlagersängers Olaf Malolepski, der durch die ehemalige Schlagergruppe Die Flippers bekannt wurde. Das Album wurde am 27. September 2013 in Deutschland, Österreich und der Schweiz durch Ariola (Sony Music) veröffentlicht.

## Entstehung
Die 14 Titel wurden von Joschi Dinier, Oliver Corvino, Armin Kandel, Frank Becker, Marcel Brell, Reiner Burmann, Andreas Bärtels, Werner Stephan und Anke Thomas komponiert. Die Texte stammen unter anderem von Joschi Dinier, Tommy de Winter, Helmut Theil, Marita Theil, Tobias Reitz, Edith Jeske, Frank Becker, Matthias Teriet, Bernd Meinunger. Arrangeure waren Joschi Dinier und Reiner Burmann. Produziert wurde das Album von Joschi Dinier, wie schon beim Debütalbum. Beim Titel Warum kann nicht jeden Tag ein bisschen Weihnachten sein wirkte seine Tochter Pia Malo mit. Der Titel des Albums geht laut Aussage von Olaf Malolepski in einem Interview mit Schlagerplanet auf den gleichnamigen Spruch von Franz Beckenbauer zurück, den er in den E-Plus-Fernsehwerbespots geäußert hat.

## Covergestaltung
Auf dem Cover sieht man Malolepski vor einer Schneelandschaft stehen. Sowohl der Titel des Albums sowie sein Name sind in goldener Schrift gehalten.

## Musikstil
Malolepski singt auf dem Album klassische Weihnachtslieder wie Stille Nacht, heilige Nacht und Süßer die Glocken nie klingen. Außerdem gibt es deutsche Fassungen von englischsprachigen Weihnachtsliedern wie Winterzeit (Jingle Bells) und Geboren in Bethlehem (Mary’s Boy Child).
Für die Melodien der auf dem Album vertretenen Schlager ist der Flippers-Sound charakteristisch.

## Titelliste
1. Ich will mit Dir Schlitten fahr’n
2. Sag mir wie war Dein Jahr
3. Geboren in Bethlehem (Mary’s Boy Child)
4. Mama und Papa
5. Fröhliche Weihnachten – Medley
6. Warum kann nicht jeden Tag ein bisschen Weihnachten sein (mit Tochter Pia Malo)
7. Winterzeit
8. Ein stilles Glücksgefühl
9. Ja ist denn heut’ schon Weihnachten
10. Weihnacht unter Palmen
11. Süßer die Glocken nie klingen
12. Die schönsten Momente an Weihnacht
13. Frieden für die Menschen
14. Stille Nacht

Vor Veröffentlichung des Albums stellte Malolepski erstmals ein Track by Track Interview online auf YouTube.